# Vaterpolski klub Jug Dubrovnik
Vaterpolski klub Jug Adriatic osiguranje (VK Jug AO) je hrvatski vaterpolski klub iz Dubrovnika utemeljen 1923. godine. Sa 72 osvojena trofeja, najtrofejniji je vaterpolski klub u Hrvatskoj. U bogatoj povijesti kluba Jug je osvojio trideset i šest nacionalnih prvenstava čime je rekorder među hrvatskim klubovima u svim športovima. Jug je osvojio šesnaest nacionalnih kupova te rekordne četiri regionalne Jadranske lige. Od osnutka Republike Hrvatske najuspješniji je klub u državi s četrnaest osvojenih hrvatskih prvenstava i četrnaest hrvatskih kupova. Jug je četiri puta osvojio Ligu prvaka te je četvrti klub po uspješnosti u Europi. Jug svoje domaće utakmice igra na bazenu u Gružu, koji prima 2500 gledatelja.

## Povijest kluba

### Utemeljenje i početci
Klub je osnovan 1923. godine kao sekcija tadašnjeg športskog društva Jug. Ime Jug predložio je Zdenko Šapro. Osnivači vaterpolskog kluba Jug su Rudi Reš, poznati plivač sa Suška, uz pomoć Dubrovčana Pera Kolića i Tonča Nardellia. Vaterpolo se u samom početku igrao na improviziranom igralištu na kupalištu Danče gdje su osim vaterpola organizirana i plivačka natjecanja. Tijekom zime nije se igralo.
Osim na Dančama, do 1961. godine i izgradnje gruškog bazena, vaterpolski klub Jug svoje je utakmice igrao i u staroj gradskoj luci (Portu). Godine 1925. Jug je po prvi put u povijesti zaigrao na državnom prvenstvu odigranom u Splitu gdje je odmah osvojio naslov državnog prvaka. Bio je to prvi naslov prvaka uopće u povijesti dubrovačkog športa. S vaterpolskog turnira održanog u Splitu igrači su se vratili parobrodom. U Gružu su ih dočekali mnogobrojni sugrađani s nekoliko glazba. Na vratima od Pila dočekao ih je gradonačelnik i ponaosob ih pozdravio te im čestitao na športskoj požrtvovnosti i zaželio im nove natjecateljske uspjehe.
Vaterpolski klub Jug je pune 33 godine ostao neporažen na svom plivalištu, za koje je vrijeme 25 puta osvojio naslov državnog vaterpolskog prvaka, od čega je u razdoblju od 1925. do 1937. godine čak 13 naslova osvojio uzastopno.
Godine 1973. Plivački klub Jug odvojio se od vaterpolo kluba.

### Najveći klupski uspjeh
Godinu 2006. valja istaknuti kao povijesnu godinu "Jugovih" uspjeha. Osvojena su sva četiri moguća trofeja, u domaćim i međunarodnim natjecanjima, prvenstvo 2005./06., kup 2006., Euroliga 2005./06. i europski Superkup 2006. godine. Jug je nadmoćno osvojio sva četiri trofeja i 2016. godine, kad se prvi put domogao naslova europskog prvaka van domaćeg bazena. Sastav pobjedničke momčadi Juga 2016.: vratari Marko Bijač (proglašen najboljim vratarem završnoga turnira) i Toni Popadić-Batina, ostali igrači Marko Macan, Loren Fatović, Luka Lončar, Maro Joković, Xavier García, Marko Ivanković, Josip Vrlić, Felipe Perrone (proglašen najboljim igračem završnoga turnira), Hrvoje Benić, Paulo Obradović, trener Vjekoslav Kobešćak. Ovim naslovom Hrvatska je postala najuspješnija država u povijesti vaterpolske Lige prvaka. Njeni su klubovi 14 puta bili prvaci i 9 puta doprvaci, a talijanski 13 puta prvaci i 9 puta doprvaci. Savršenu sezonu Jug je okončao osvajanjem petoga trofeja, Europskog superkupa, pobjedom u Gružu nad talijanskom Bresciom 10:4. Dominaciju ilustrira podatak da je nakon prvih triju četvrtina Jug vodio 7:0.

### Igrači Juga u državnoj reprezentaciji
Brojni su Jugovi igrači osvajali odličja na europskim, svjetskim prvenstvima te Olimpijskim igrama. Prvo olimpijsko odličje koje je osvojio neki od igrača Juga bila je srebrena medalja koju su osvojili Lovro Štakula i Vladimir Ivković Salko na XV. Olimpijskim igrama u Helsinkiju 1952. godine. Hrvoje Kačić i Matko Goszl su bili osvajači brončanog odličja na Europskom vaterpolskom prvenstvu 1950. godine u Beču, a Hrvoje Kačić i Vladimir Ivković na XVI. Olimpijskim igrama u Melbourneu 1956. godine osvajaju srebrena odličja. Hrvoje Kačić je zajedno s Petrom Katušićem bio osvajač srebrenog odličja na Europskom prvenstvu u Budimpešti. Elvis Fatović je s mladom reprezentacijom Jugoslavije osvojio svjetsko 1989. godine i europsko prvenstvo 1990. godine.
Tri igrača vaterpolskog kluba Jug Goran Sukno, Veselin Đuho i Božo Vuletić, na Olimpijskim igrama u Los Angelesu 1984. godine osvajaju zlatna odličja, a ista su odličja osvojili Goran Sukno i Veselin Đuho na Svjetskom vaterpolskom prvenstvu 1986. godine odigranom u Španjolskoj.
Veselin Đuho je na Olimpijskim igrama Seoulu 1988. godine osvojio još jedno zlatno odličje.
Na Olimpijskim Igrama u Londonu 2012. zlatnu medalju pod barjakom Hrvatske osvojili su igrači Miho Bošković, Nikša Dobud, Maro Joković, Andro Bušlje, Sandro Sukno, Paulo Obradović i Frano Vićan te pomoćni trener reprezentacije Elvis Fatović.

## Klupski uspjesi

#### Državna prvenstva (39)
Prvenstvo Republike Hrvatske: (17)
- prvak (17): 2000., 2001., 2004., 2005., 2006., 2007., 2009., 2010., 2011., 2012., 2013., 2016., 2017., 2018., 2019., 2020., 2022.
  - doprvak (7): 1995., 1996., 1999., 2002., 2003., 2008., 2015.

Prvenstvo Kraljevine Jugoslavije: (14)
- prvak (14): 1925., 1926., 1927., 1928., 1929., 1930., 1931., 1932., 1933., 1934., 1935., 1936., 1937., 1940.
  - doprvak: 1939.

Prvenstvo SFRJ: (8)
- prvak (8): 1949., 1950., 1951., 1980., 1981.,  1982., 1983., 1985.
  - doprvak: 1946., 1947., 1948., 1952., 1953., 1954., 1984.

Napomena: Jug zbog vlastite prosvjedne akcije nije igrao prvenstvo 1938. Radilo se o tome da je to bila uzvratna mjera drugim klubovima koji su bojkotirali prvenstvo prijašnje godine. Tako je prekinut Jugov niz.
Godine 1951. Jug je postao prvak, no tri mjeseca poslije Plivački savez Jugoslavije poništio je odlučujuću Jugovu pobjedu "jer je Jug zadržavao igru", iako se onda nije mjerilo vrijeme. Službeno je na taj način to prvenstvo odigrano, a ostalo je bez prvaka. Jug i dalje ovaj naslov vodi u svojim evidencijama.

Prvenstvo SR Hrvatske: (1)
- prvak: 1949.

#### Državni kupovi (18)
Hrvatski kup: (16)
- osvajač (16): 1994., 1996., 2000., 2002., 2003., 2004., 2006., 2007., 2008., 2009., 2015., 2016., 2017., 2018., 2022., 2023.
  - finalist: 1992., 1993., 1995., 1999., 2001., 2005., 2011., 2012., 2013., 2019., 2020., 2021.

Jugoslavenski kup: (2)
- osvajač (2): 1981., 1983.
  - finalist: 1986.

#### Europska natjecanja
Liga prvaka: (4)
- osvajač (4): 1980., 2001.,2006., 2016.
  - drugoplasirani (4): 2007., 2008., 2013., 2017.
  - četvrtoplasirani (1): 2015.

Kup LEN: (2)
- osvajač (2): 2000., 2024.

Europski superkup: (2)
- osvajač (2): 2006., 2016.
  - drugoplasirani (1): 1981.

Kup pobjednika kupova
- drugoplasirani (2): 1985., 1988.

#### Regionalna natjecanja
Jadranska liga: (5)
- prvak (5): 2009.,2016., 2017., 2018. , 2023.
- doprvak (8): 2010., 2011., 2013., 2014., 2015., 2019., 2020., 2021.

## Momčad u sezoni 2018./19.
| #  | Igrač                    | Država | Pozicija |
| -- | ------------------------ | ------ | -------- |
|    | Antonio Gavranić         |        | vanjski  |
|    | Nikola Šimunović         |        | vanjski  |
|    | Đivo Bobić               |        | vanjski  |
|    | Nikola Ljepava           |        | bek      |
|    | Boris Ivaniš             |        | vanjski  |
|    | Dorian Raguž             |        | vanjski  |
|    | Hrvoje Zvono             |        | vanjski  |
|    | Zvonimir Perić           |        | bek      |
| 11 | Hrvoje Benić             |        | bek      |
| 2  | Marko Macan              |        | bek      |
| 10 | Marko Žuvela             |        | bek      |
|    | Leo Cukrov               |        | centar   |
| 4  | Luka Lončar              |        | centar   |
| 7  | Luka Lozina              |        | centar   |
| 9  | Alexandros Papanastasiou |        | vanjski  |
| 8  | Daniil Merkulov          |        | vanjski  |
| 5  | Filip Kržić              |        | vanjski  |
|    | Kristijan Čulina         |        | vanjski  |
| 3  | Loren Fatović            |        | vanjski  |
|    | Luka Strahor             |        | vanjski  |
| 14 | Marin Tomasović          |        | vanjski  |
|    | Roberto Radić            |        | vanjski  |
| 12 | Paulo Obradović          |        | vanjski  |
| 6  | Xavi Garcia              |        | vanjski  |
|    | Ivan Jurišić             |        | vratar   |
| 13 | Toni Jarak               |        | vratar   |
| 1  | Toni Popadić             |        | vratar   |
|    | Vjekoslav Kobešćak       |        | Trener   |

## Sastav europskog prvaka 1980.
- Ivica Dabrović, Milovan Tomić, Dubravko Staničić, Đuro Savinović, Goran Sukno, Antonio Milat, Božo Vuletić, Niko Matušić, Luko Vuletić, Boško Lozica ; vratar Luko Vezilić je zbog teške ozljede morao prekinuti karijeru uoči natjecanja.[7] Trener: Trifko Banđur[8]

## Poznati igrači
| - Tony Azevedo - Tomo Boras - Marko Bijač - Alen Bošković - Miho Bošković - Andro Bušlje |  | - Luka Ciganović - Nikša Dobud - Veselin Đuho - Xavier García - Elvis Fatović - Ivo Ivaniš |  | - Aleksandar Ivović - Nikola Janović - Maro Joković - Hrvoje Kačić - Frano Karač - Ognjen Kržić |  | - Boško Lozica - Pavo Marković - Tamas Molnar - Antonio Milat - Paulo Obradović - Felipe Perrone |  | - Đuro Savinović - Mile Smodlaka - Goran Sukno - Sandro Sukno - Lovro Štakula - Slobodan Trifunović |  | - Luko Vezilić - Josip Vezjak |

## Poznati treneri
- Veselin Đuho
- Emil Nikolić
- Elvis Fatović
- Vjekoslav Kobešćak

Jug su vodili: Rudi Reš, Ismet Prcić, Ivica Dabrović, Vlaho Kojaković, Luka Ciganović, Lovro Štakula, Blago Barbieri, Vladimir Ivković, Trifko Banđur, Srđ Murvar, Ivo Trumbić, Đuro Savinović, Tomo Udovičić, Boško Lozica, Božo Valjalo, Neven Kovačević, Veselin Đuho i Emil Nikolić i Elvis Fatović

## Publikacije
- Željan Konsuo: Pet do 100, prva knjiga o VK Jug (ali i o PK Jug za razdoblje dok su funkcionirali zajedno)[4]

## Vanjske poveznice
- Službene stranice VK JUG